# Georgios Louridas
Georgios L. Louridas (in greco Γεώργιος Λ. Λουριδας?; fl. XX secolo) è stato un maratoneta greco.
Partecipò alla maratona dei Giochi olimpici di Saint Louis 1904 ma non riuscì a completarla.